# O. A. Buck
Otto Alfred Friedrich Buck (* 6. Juni 1914 in Altona; † 29. Januar 1989 in Berlin) war ein deutscher Schauspieler.

## Leben
Otto Alfred Buck erhielt seine künstlerische Ausbildung in Hamburg. Dort (in Hamburg-Blankenese) blieb er auch während des Zweiten Weltkriegs ansässig, als er seine schauspielerische Laufbahn offiziell begann, jedoch die gesamte Kriegsdauer überwiegend eingezogen war.
Sein Debüt gab er in Berlin, sein erstes Nachkriegsengagement ist 1947 in Braunschweig nachweisbar. In den 50er Jahren war Buck an Ostberlins Deutschem Theater verpflichtet, ging anschließend auf Gastspielreisen und spielte in den 60er Jahren auch in der westdeutschen Provinz (u. a. in Heidelberg und Bonn). Nach Berlin (West) zurückgekehrt, trat Buck längere Zeit (60er und 70er Jahre) an der Freien Volksbühne Berlin auf. In den 80er Jahren sah man ihn unter anderem an dem von Heribert Sasse geleiteten Renaissance-Theater.
1955/56 stand O. A. Buck mit kleinen Rollen in zwei ambitionierten Kinofilmen, Helmut Käutners Weltkriegsromanze Ein Mädchen aus Flandern und Alfred Brauns Politiker-Filmbiografie Stresemann, erstmals vor der Kamera. Erst zehn Jahre darauf begann Buck regelmäßig in Fernsehproduktionen mitzuwirken. Meist war der Schauspieler mit der hohen Stirn und den markanten Koteletten in kleinen bis mittelgroßen Charakterrollen zu sehen.
Buck hatte zwei Töchter (darunter die Adoptivtochter Renée). Er starb 1989 in Berlin-Charlottenburg.

## Fernsehfilme
- 1955: Ein Mädchen aus Flandern (Kino)
- 1956: Stresemann (Kino)
- 1960: Schwarzer Kies (Kino)
- 1966: Der Revisor
- 1967: Der Seidenprinz
- 1968: Berliner Antigone
- 1968: Das Wunder von Lengede
- 1969: Gnade für Timothy Evans
- 1969: Marinemeuterei 1917
- 1969: Amerika oder Der Verschollene
- 1969: Der irische Freiheitskampf
- 1969: In einem Monat, in einem Jahr
- 1969: Das Bastardzeichen
- 1970: Maximilian von Mexiko
- 1970: Schlagzeilen über einen Mord
- 1970: Recht oder Unrecht – Prozeß Mariotti
- 1975: Das Leben des schizophrenen Dichters Alexander März
- 1976: Herbst
- 1976: Heinrich (Kino)
- 1979: Ihr 106. Geburtstag
- 1980: Gesucht wird… Drei Geschichten um nicht ganz ehrenwerte Herren
- 1984: Haus Excelsior
- 1985: Das Treibhaus (UA: 1987)

## Theater
- 1951: Johann Wolfgang von Goethe: Egmont (Vansen) – Regie: Wolfgang Langhoff (Deutsches Theater Berlin)
- 1953: Harald Hauser: Prozeß Wedding – Regie: Wolfgang Langhoff (Deutsches Theater Berlin)
- 1970: Maxim Gorki: Die Kleinbürger – Regie: Horst Balzer (Freie Volksbühne Berlin)

## Hörspiele
- 1953: Carl Sternheim: Die Kassette (Alfons Seidenschnur) – Regie: Werner Wieland (Hörspiel – Berliner Rundfunk)